# Стромиловский сельсовет
Стромиловский сельсовет — упразднённая административно-территориальная единица, существовавшая на территории Московской губернии и Московской области до 1954 года.
В первые годы советской власти возник Больше-Стромиловский сельсовет. По состоянию на 1921 год он входил в Буйгородскую волость Волоколамского уезда Московской губернии.
В 1925 году Больше-Стромиловский с/с был присоединён к Валуйковскому с/с, но уже в 1926 он был восстановлен.
В 1927 году Больше-Стромиловский с/с был переименован в Стромиловский сельсовет.
По данным 1926 года в состав сельсовета входили 2 населённых пункта — Большое Стромилово и Малое Стромилово.
В 1929 году Стромиловский с/с был отнесён к Волоколамскому району Московского округа Московской области. При этом к нему были присоединены Стеблевский и Харланихинский с/с.
17 июля 1939 года селение Стеблево было передано из Стромиловского с/с в Речкинский с/с.
14 июня 1954 года Стромиловский с/с был упразднён. При этом его территория была передана в Теряевский с/с.